# Сумаре
Сумаре (порт. Sumaré) град је у Бразилу у савезној држави Сао Пауло. Према процени из 2007. у граду је живело 228.696 становника.

## Становништво
Према процени из 2007. у граду је живело 228.696 становника.
| 1991.   | 2000.   |
| ------- | ------- |
| 139,168 | 196,723 |